# Sainte-Croix-de-Quintillargues
Sainte-Croix-de-Quintillargues é uma comuna francesa na região administrativa de Occitânia, no departamento de Hérault. Estende-se por uma área de 6,62 km². Em 2010 a comuna tinha 939 habitantes (densidade: 141,8 hab./km²).